# Job Roggeveen
Job Roggeveen (Geldrop, 1 januari 1979) is een Nederlands filmregisseur en animator.

## Loopbaan
Roggeveen studeerde aan de Design Academy Eindhoven, waar hij in 2003 afstudeerde. In 2007 richtte hij samen met Joris Oprins en Marieke Blaauw de animatiestudio Job, Joris & Marieke op. Hun werk bestaat uit opdrachtwerk, videoclips en korte animatiefilms. Daarnaast is Roggeveen muzikant. Hij maakt alle muziek voor de films van Job, Joris & Marieke. In 2011 startte hij het muziekproject Happy Camper, waar hij voor ieder liedje een andere zanger vroeg. Het project toerde door Nederland en Indonesië en speelde op festivals als Lowlands, Noorderslag en Into the Great Wide Open. Happy Camper bracht tot nu toe twee albums, een ep en een single uit. In 2011 won Happy Camper een Edison. Roggeveen is ook toetsenist in de band El Pino and the Volunteers.